# Gewervelden
Gewervelden of vertebraten (Vertebrata) vormen een onderstam van chordadieren. Gewervelde dieren kenmerken zich door de aanwezigheid van een wervelkolom, een schedel en neurale lijstcellen. Tot de gewervelden behoren onder meer de prikken, vissen, amfibieën, reptielen, vogels en de zoogdieren. De gewervelden maken het grootste deel uit van de Chordata, dieren die (in aanleg) een chorda dorsalis hebben. Tot de Chordata behoren naast de gewervelden ook lancetvisjes (Cephalochordata) en manteldieren (Urochordata). Er zijn ongeveer 70.000 soorten gewervelde dieren benoemd en beschreven.
Ongeveer vijf procent van alle beschreven diersoorten zijn gewerveld; de overige 95% zijn ongewervelden, zoals geleedpotigen, weekdieren en vele andere fyla. 
Moleculaire analyses hebben aangetoond dat slijmprikken nauwer verwant zijn aan prikachtigen, wat inhoudt dat de gewervelde dieren een monofyletische groep vormen. Gewervelden worden soms ook beschouwd als een zustergroep van de prikken in het gemeenschappelijke taxon craniata.

## Beschrijving
Binnen de gewervelden bestaat een grote variatie in grootte. De grootste soort ooit is de blauwe vinvis (Balaenoptera musculus) die tot 33 meter lang kan worden. De kleinste gewervelde soort is waarschijnlijk de smalbekkikker Paedophryne amauensis, die ongeveer 7,7 mm lang wordt.

## Taxonomische indeling
De chorda is een flexibel, staafvormig orgaan, waaruit zich in de loop van de evolutie de wervelkolom ontwikkelde. De eerste onderverdeling na de Chordata zijn de schedellozen (dieren zonder schedel) en de Craniata (dieren met een schedel). 

### Klassieke indeling
Een klassieke indeling, die geen recht doet aan de evolutionaire ontwikkeling, maar nog wel veel ingang vindt is de volgende:
- Onderstam: Vertebrata (Gewervelden)
  - Superklasse: incertae sedis
    - Klasse: Amphibia (Amfibieën)
    - Klasse: Aves (Vogels)
    - Klasse: Chondrichthyes (Kraakbeenvissen)
    - Klasse: Mammalia (Zoogdieren)
    -  Klasse: Reptilia (Reptielen)

  - Superklasse: Agnatha (Kaakloze vissen) 	 
    - Klasse: Cephalaspidomorphi (Prikken)
    - Klasse: Myxini (Slijmprikken)
    -  Klasse: Pteraspidomorphi †

  -  Superklasse: Osteichthyes (Beenvissen)
    - Klasse: Actinopterygii (Straalvinnigen)
    -  Klasse: Sarcopterygii (Kwastvinnigen)

In dit schema is de positie van de kaakloze vissen, de beenvissen en de kraakbeenvissen nogal onlogisch.

### Indeling volgens recente inzichten
Een recente indeling die de evolutionaire ontwikkeling meer recht doet en tot een meer cladistische indeling aanleiding geeft, is:
- Craniata (Schedeldieren)
  - Myxini (Slijmprikken of blinde prikken, met schedel, maar zonder ruggengraat)
  -  Vertebrata ("echte gewervelden")
    - Petromyzontiformes (Prikken, dieren zonder kaken)
    -  Gnathostomata (Dieren met kaken)
      - Chondrichthyes (Kraakbeenvissen)
      -  Osteichthyes (Beenvissen en viervoeters)
        - Actinopterygii (Straalvinnigen)
        -  Sarcopterygii (Kwastvinnigen en viervoeters)
          - Coelacanthinimorpha (Kwastvinnigen)
          -  Choanata (Longvissen en viervoeters)
            - Dipnoi (Longvissen)
            -  Tetrapoda (Viervoeters)
              - Amphibia (Amfibieën)
              -  Amniota
                - Synapsida (Zoogdieren en zoogdierachtige reptielen)
                  -  Mammalia (Zoogdieren)

                - Anapsida
                  -  Testudines (Schildpadden)

                -  Diapsida
                  - Archosauria (Archosauriërs)
                    - Crocodilia (Krokodillen)
                    - Pterosauria (Pterosauriërs)
                    -  Dinosauria (Dinosauriërs)
                      -  Aves (Vogels)

                  -  Lepidosauria (Lepidosauriërs, dat wil zeggen schubreptielen en tuatara)

Manteldieren · Schedellozen · Gewervelden · Slijmprikken
Kraakbeenvissen · Vissen · Amfibieën · Reptielen · Vogels · Zoogdieren